# José Vitoriano
José Rodrigues Vitoriano ComL (Silves, 30 de Dezembro de 1917 – Lisboa, 3 de Fevereiro de 2006) foi um sindicalista, dirigente do Partido Comunista Português, e vice-presidente da Assembleia da República.

## Biografia

### Nascimento e formação
José Rodrigues Vitoriano nasceu no lugar de Torre e Cercas, no concelho de Silves, em 30 de Dezembro de 1917. Devido à falta de recursos da sua família, fez os estudos primários com dificuldade, não lhe tendo sido possível prosseguir para o ensino secundário. Posteriormente frequentou a Escola Comercial e Industrial de Silves, onde terminou o curso aos vinte e oito anos.

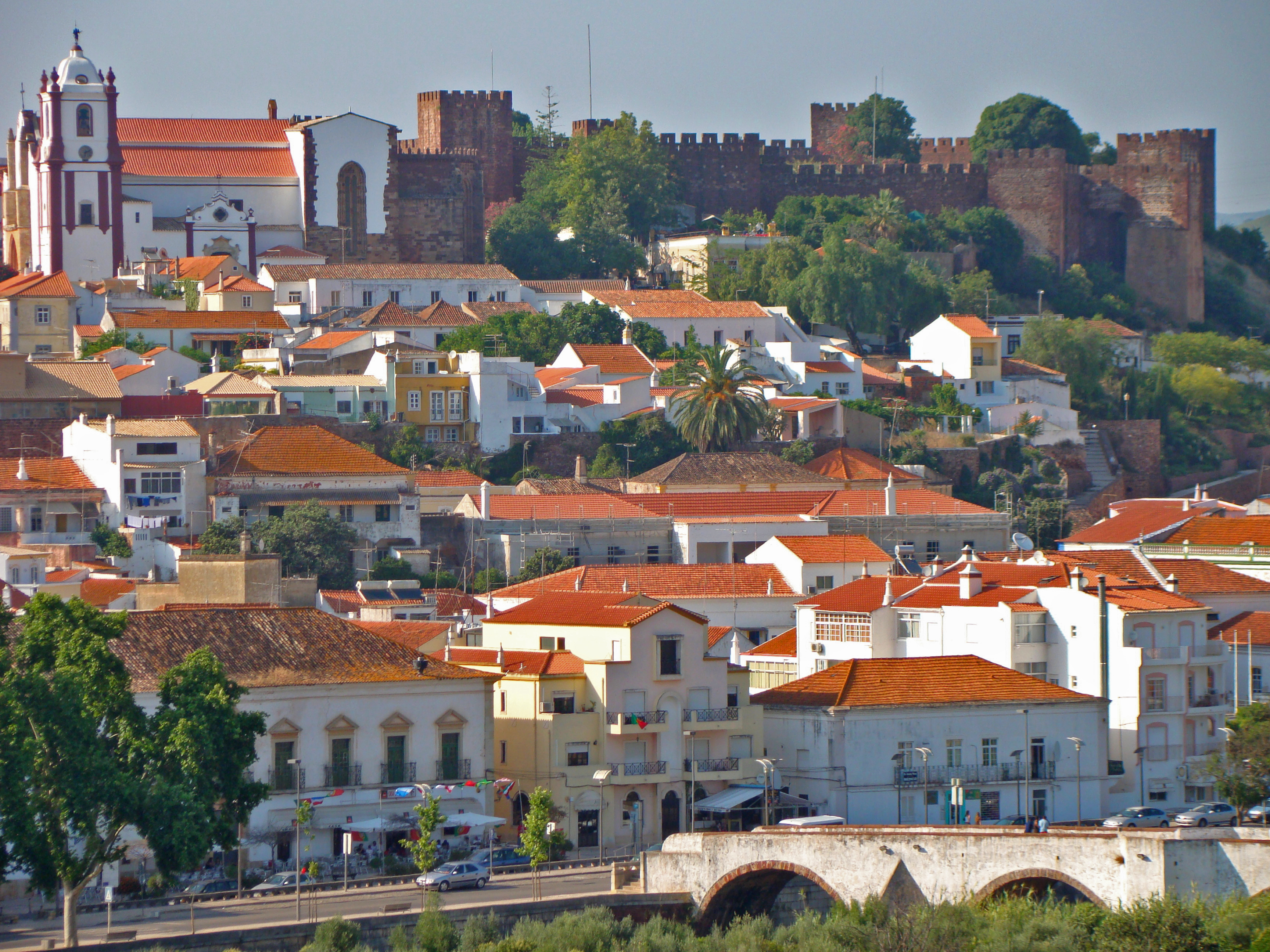
Cidade de Silves.

### Carreira profissional e activismo
Aos 13 anos, começou a trabalhar como operário, como carregador numa fábrica de cortiça. Foi nessa altura que se sindicalizou, tendo aderido ao Partido Comunista Português em 1941, onde se tornou funcionário em 1951. Também nessa altura começou o seu interesse pelas actividades sociais, com a organização de vários eventos culturais no Silves Futebol Clube, associação da qual era sócio. Em 1945 foi eleito como presidente no Sindicato dos Corticeiros de Faro, posição que ocupou até 1948. Entre 1947 e 1948, pertenceu à Comissão Sindical Nacional do Partido Comunista.
Em 1948, foi preso pela Polícia Internacional e de Defesa do Estado, que o submeteu a um intenso processo de interrogatório, tendo sido julgado e condenado a um período de prisão nas cadeias de Caxias e Peniche até Maio de 1950 ou 1951. Passou depois à clandestinidade, embora tenha sido novamente detido em Janeiro de 1953. Foi outra vez torturado e julgado, tendo sido condenado a quatro anos de prisão. No entanto, acabou por permanecer cativo cerca de catorze anos, tendo sido libertado devido a movimentos progressistas nacionais, e à intervenção da Amnistia Internacional, em Agosto de 1966. Pouco depois, o casal saiu do país, tendo viajado por vários pontos do mundo, onde lutou contra o regime ditatorial português. Regressaram a Portugal em 1973, onde continuaram o seu activismo político. Quando ocorreu a Revolução de 25 de Abril de 1974, que restaurou a democracia em Portugal, José Vitoriano e a sua mulher estava na zona da cidade do Porto. Foi deputado na Assembleia da República entre 1976 e 1989, tendo sido eleito por seis vezes, pelos círculos de Faro, Setúbal, e Beja. Também exerceu como vice-presidente da Assembleia da República entre 1976 e 1987.
Em 1967, José Rodrigues Vitoriano integrou-se no Comité Central do Partido Comunista, onde permaneceu até 2000, tendo feito igualmente parte do secretariado do Comité Central entre 1968 e 1972, da Comissão Política do Comité Central entre 1976 a 1988, e da Comissão Central de Controlo entre 1988 e 2000.
Também foi um adepto do esperanto em Portugal, tendo contribuído para o ensino deste idioma.

### Falecimento e família
José Rodrigues Vitoriano faleceu em 3 de Fevereiro de 2006, aos 88 anos de idade, vítima de um cancro na pleura. Estava casado com Diamantina Vicente, com quem teve um filho.
O funeral foi realizado no dia seguinte, na Igreja de São João de Deus, em Lisboa, tendo o corpo sido depois cremado no Cemitério dos Olivais.

## Homenagens
Em 14 de Abril de 1982, José Rodrigues Vitoriano foi feito Comendador da Ordem da Liberdade. Em Janeiro de 2018, a autarquia de Silves comemorou o centenário do nascimento de José Vitoriano, com a inauguração de uma exposição na Biblioteca Municipal, o descerramento de um busto, e a reedição do livro José Rodrigues Vitoriano, O Operário Construído, da historiadora Maria João Raminhos Duarte.

## Leitura recomendada
- DUARTE, Maria João Raminhos (2006). José Rodrigues Vitoriano - O Operário Construído. Silves: Junta de Freguesia de Silves. 37 páginas